# EHF-Pokal 2014/15
Am EHF-Pokal 2014/15 nahmen Handball-Vereinsmannschaften aus Europa teil, die sich in der vorangegangenen Saison in ihren Heimatländern für den Wettbewerb qualifiziert hatten. Die Pokalspiele begannen am 6. September 2014. Pokalsieger wurde der deutsche Verein Füchse Berlin, der am 17. Mai 2015 das Finale gegen den HSV Hamburg gewann.

## Runde 1
Es nahmen die 34 Mannschaften teil, die sich vorher für den Wettbewerb qualifiziert hatten.
Die Auslosung der 1. Runde fand am 31. Juli 2014 um 11:00 Uhr (UTC+2) statt.
Die Hinspiele fanden am 6./7. September 2014 und die Rückspiele am 13./14. September 2014 statt.

### Qualifizierte Teams
| Topf 1: - QubiQ Achilles Bocholt - Bregenz Handball - AO Diomidis Argos - HC Sporta Hlohovec - RK Lovćen Cetinje - HV. KRAS/Volendam - RK Dubrava - London GD Handball Club - HC Olimpus-85-USEFS - Maccabi Castro Tel Aviv - ÍB Vestmannaeyjar - Talent M.A.T. Plzeň - BSV Bern Muri - Haukar Hafnarfjörður - KH BESA Famiglia - Górnik Zabrze - Handball Kaerjeng | Topf 2: - RK Železničar 1949 Niš - RK Dragūnas Klaipėda - IKF Kristianstad - Bursa Nilüfer BK - HC Kriens-Luzern - HK Topoľčany - GRK Varaždin - OCI-LIONS - Orosházi FKSE-Linamar - HC Potaissa Tudra - Maccabi Rishon Lezion - SSV Bozen Loacker - HK Homel - Dinamo Astrachan - HC Kehra - RK Zomimak-M - Handball Esch |

### Ausgeloste Spiele und Ergebnisse
| Mannschaft 1                                | Mannschaft 2                            | Hinspiel                 | Rückspiel                | Gesamt  |
| ------------------------------------------- | --------------------------------------- | ------------------------ | ------------------------ | ------- |
| QubiQ Achilles Bocholt 13 Valkenborgh       | RK Železničar 1949 Niš 16 Petcović      | 06.09.2014 Sa. 16:00 Uhr | 13.09.2014 Sa. 15:00 Uhr | 59 : 63 |
| QubiQ Achilles Bocholt 13 Valkenborgh       | RK Železničar 1949 Niš 16 Petcović      | 31 : 30 (11 : 17)        | 28 : 33 (15 : 14)        | 59 : 63 |
| QubiQ Achilles Bocholt 13 Valkenborgh       | RK Železničar 1949 Niš 16 Petcović      | 400 Zuschauer            | 600 Zuschauer            | 59 : 63 |
| Bregenz Handball 14 Mayer                   | RK Dragūnas Klaipėda 9 Stropus          | 05.09.2014 Fr. 19:00 Uhr | 06.09.2014 Sa. 19:00 Uhr | 64 : 50 |
| Bregenz Handball 14 Mayer                   | RK Dragūnas Klaipėda 9 Stropus          | 28 : 24 (12 : 10)        | 36 : 26 (20 : 12)        | 64 : 50 |
| Bregenz Handball 14 Mayer                   | RK Dragūnas Klaipėda 9 Stropus          | 500 Zuschauer            | 500 Zuschauer            | 64 : 50 |
| AO Diomidis Argos 16 Ananiadis              | IKF Kristianstad 9 Cederholm, Tollbring | 06.09.2014 Sa. 16:00 Uhr | 13.09.2014 Sa. 15:00 Uhr | 36 : 60 |
| AO Diomidis Argos 16 Ananiadis              | IKF Kristianstad 9 Cederholm, Tollbring | 19 : 30 (8 : 17)         | 17 : 30 (8 : 16)         | 36 : 60 |
| AO Diomidis Argos 16 Ananiadis              | IKF Kristianstad 9 Cederholm, Tollbring | 250 Zuschauer            | 2600 Zuschauer           | 36 : 60 |
| HC Sporta Hlohovec 8 Mažár, Miženko, Vaňko  | Bursa Nilüfer BK 10 Öztürk              | 06.09.2014 Sa. 18:00 Uhr | 13.09.2014 Sa. 16:00 Uhr | 56 : 48 |
| HC Sporta Hlohovec 8 Mažár, Miženko, Vaňko  | Bursa Nilüfer BK 10 Öztürk              | 35 : 25 (16 : 11)        | 21 : 23 (9 : 10)         | 56 : 48 |
| HC Sporta Hlohovec 8 Mažár, Miženko, Vaňko  | Bursa Nilüfer BK 10 Öztürk              | 1200 Zuschauer           | 280 Zuschauer            | 56 : 48 |
| RK Lovćen Cetinje 11 Marković               | HC Kriens-Luzern 13 Stojanović          | 13.09.2014 Sa. 18:00 Uhr | 14.09.2014 So. 16:30 Uhr | 47 : 67 |
| RK Lovćen Cetinje 11 Marković               | HC Kriens-Luzern 13 Stojanović          | 22 : 30 (10 : 13)        | 25 : 37 (13 : 19)        | 47 : 67 |
| RK Lovćen Cetinje 11 Marković               | HC Kriens-Luzern 13 Stojanović          | 700 Zuschauer            | 800 Zuschauer            | 47 : 67 |
| HV. KRAS/Volendam 10 Van Limbeek            | HK Topoľčany 12 Kucharík                | 06.09.2014 Sa. 15:30 Uhr | 13.09.2014 Sa. 15:00 Uhr | 52 : 55 |
| HV. KRAS/Volendam 10 Van Limbeek            | HK Topoľčany 12 Kucharík                | 29 : 32 (14 : 18)        | 23 : 23 (15 : 10)        | 52 : 55 |
| HV. KRAS/Volendam 10 Van Limbeek            | HK Topoľčany 12 Kucharík                | 250 Zuschauer            | 1200 Zuschauer           | 52 : 55 |
| RK Dubrava 10 Dumenčić                      | GRK Varaždin 15 Hud                     | 06.09.2014 Sa. 16:00 Uhr | 13.09.2014 Sa. 15:00 Uhr | 55 : 63 |
| RK Dubrava 10 Dumenčić                      | GRK Varaždin 15 Hud                     | 26 : 30 (14 : 16)        | 29 : 33 (14 : 15)        | 55 : 63 |
| RK Dubrava 10 Dumenčić                      | GRK Varaždin 15 Hud                     | 800 Zuschauer            | 1500 Zuschauer           | 55 : 63 |
| London GD Handball Club 7 González Duffaure | OCI-LIONS 11 Heijnen                    | 06.09.2014 Sa. 19:30 Uhr | 07.09.2014 So. 14:30 Uhr | 30 : 72 |
| London GD Handball Club 7 González Duffaure | OCI-LIONS 11 Heijnen                    | 18 : 28 (9 : 13)         | 12 : 44 (6 : 24)         | 30 : 72 |
| London GD Handball Club 7 González Duffaure | OCI-LIONS 11 Heijnen                    | 650 Zuschauer            | 350 Zuschauer            | 30 : 72 |
| HC Olimpus-85-USEFS 16 Pervanciuc           | Orosházi FKSE-Linamar 10 Buday, Németh  | 13.09.2014 Sa. 18:00 Uhr | 14.09.2014 So. 18:00 Uhr | 56 : 62 |
| HC Olimpus-85-USEFS 16 Pervanciuc           | Orosházi FKSE-Linamar 10 Buday, Németh  | 28 : 34 (15 : 15)        | 28 : 28 (14 : 15)        | 56 : 62 |
| HC Olimpus-85-USEFS 16 Pervanciuc           | Orosházi FKSE-Linamar 10 Buday, Németh  | 400 Zuschauer            | 300 Zuschauer            | 56 : 62 |
| Maccabi Castro Tel Aviv 14 Butulija         | HC Potaissa Tudra 12 Adomnicai          | 13.09.2014 Sa. 18:00 Uhr | 14.09.2014 So. 18:00 Uhr | 55 : 67 |
| Maccabi Castro Tel Aviv 14 Butulija         | HC Potaissa Tudra 12 Adomnicai          | 25 : 32 (10 : 16)        | 30 : 35 (16 : 26)        | 55 : 67 |
| Maccabi Castro Tel Aviv 14 Butulija         | HC Potaissa Tudra 12 Adomnicai          | 490 Zuschauer            | 513 Zuschauer            | 55 : 67 |
| ÍB Vestmannaeyjar 15 Sverrisson             | Maccabi Rishon Lezion 16 Stelman        | 13.09.2014 Sa. 16:00 Uhr | 14.09.2014 So. 14:00 Uhr | 50 : 57 |
| ÍB Vestmannaeyjar 15 Sverrisson             | Maccabi Rishon Lezion 16 Stelman        | 25 : 30 (11 : 13)        | 25 : 27 (13 : 12)        | 50 : 57 |
| ÍB Vestmannaeyjar 15 Sverrisson             | Maccabi Rishon Lezion 16 Stelman        | 350 Zuschauer            | 400 Zuschauer            | 50 : 57 |
| Talent M.A.T. Plzeň 12 Linhart              | SSV Bozen Loacker 13 Radovic            | 06.09.2014 Sa. 18:00 Uhr | 07.09.2014 So. 16:00 Uhr | 50 : 43 |
| Talent M.A.T. Plzeň 12 Linhart              | SSV Bozen Loacker 13 Radovic            | 26 : 26 (14 : 16)        | 24 : 17 (12 : 9)         | 50 : 43 |
| Talent M.A.T. Plzeň 12 Linhart              | SSV Bozen Loacker 13 Radovic            | 860 Zuschauer            | 910 Zuschauer            | 50 : 43 |
| BSV Bern Muri 11 Kurth                      | HK Homel 9 Smolikau                     | 06.09.2014 Sa. 17:30 Uhr | 13.09.2014 Sa. 17:00 Uhr | 55 : 38 |
| BSV Bern Muri 11 Kurth                      | HK Homel 9 Smolikau                     | 29 : 15 (14 : 8)         | 26 : 23 (12 : 14)        | 55 : 38 |
| BSV Bern Muri 11 Kurth                      | HK Homel 9 Smolikau                     | 250 Zuschauer            | 800 Zuschauer            | 55 : 38 |
| Haukar Hafnarfjörður 16 Baumruk             | Dinamo Astrachan 14 Semjonow            | 07.09.2014 So. 17:00 Uhr | 14.09.2014 So. 18:00 Uhr | 53 : 54 |
| Haukar Hafnarfjörður 16 Baumruk             | Dinamo Astrachan 14 Semjonow            | 27 : 29 (13 : 14)        | 26 : 25 (12 : 12)        | 53 : 54 |
| Haukar Hafnarfjörður 16 Baumruk             | Dinamo Astrachan 14 Semjonow            | 632 Zuschauer            | 3000 Zuschauer           | 53 : 54 |
| KH BESA Famiglia 14 Biljanka, Jupa          | HC Kehra 13 Slastinovski                | 13.09.2014 Sa. 19:00 Uhr | 14.09.2014 So. 19:00 Uhr | 63 : 55 |
| KH BESA Famiglia 14 Biljanka, Jupa          | HC Kehra 13 Slastinovski                | 31 : 32 (16 : 19)        | 32 : 23 (15 : 9)         | 63 : 55 |
| KH BESA Famiglia 14 Biljanka, Jupa          | HC Kehra 13 Slastinovski                | 550 Zuschauer            | 980 Zuschauer            | 63 : 55 |
| Górnik Zabrze 12 Tomczak                    | RK Zomimak-M 13 Chanturia, Vezenkovski  | 06.09.2014 Sa. 18:00 Uhr | 13.09.2014 Sa. 19:00 Uhr | 70 : 52 |
| Górnik Zabrze 12 Tomczak                    | RK Zomimak-M 13 Chanturia, Vezenkovski  | 36 : 25 (15 : 13)        | 34 : 27 (16 : 11)        | 70 : 52 |
| Górnik Zabrze 12 Tomczak                    | RK Zomimak-M 13 Chanturia, Vezenkovski  | 400 Zuschauer            | 600 Zuschauer            | 70 : 52 |
| Handball Kaerjeng 15 Meis                   | Handball Esch 19 Ilić                   | 06.09.2014 Sa. 20:00 Uhr | 13.09.2014 Sa. 18:30 Uhr | 48 : 59 |
| Handball Kaerjeng 15 Meis                   | Handball Esch 19 Ilić                   | 23 : 34 (11 : 20)        | 25 : 25 (10 : 15)        | 48 : 59 |
| Handball Kaerjeng 15 Meis                   | Handball Esch 19 Ilić                   | 400 Zuschauer            | 500 Zuschauer            | 48 : 59 |

## Runde 2
Es nahmen die 17 Sieger der 1. Runde und die drei Viertplatzierten der ersten K.-o.-Spiels der EHF Champions League Qualifikation und die 20 Mannschaften teil, die sich vorher für den Wettbewerb qualifiziert hatten.
Die Auslosung der 2. Runde fand am 31. Juli 2014 um 11:00 Uhr (UTC+2) statt.
Die Hinspiele fanden am 11./12. Oktober 2014 statt. Die Rückspiele fanden am 18./19. Oktober 2014 statt.

### Ausgeloste Spiele und Ergebnisse
| Mannschaft 1                              | Mannschaft 2                           | Hinspiel                 | Rückspiel                | Gesamt  |
| ----------------------------------------- | -------------------------------------- | ------------------------ | ------------------------ | ------- |
| Eskilstuna Guif 10 Ingólfsson, Freiman    | SønderjyskE 10 Gullerud                | 11.10.2014 Sa. 15:00 Uhr | 18.10.2014 Sa. 15:00 Uhr | 55 : 52 |
| Eskilstuna Guif 10 Ingólfsson, Freiman    | SønderjyskE 10 Gullerud                | 29 : 27 (14 : 12)        | 26 : 25 (13 : 15)        | 55 : 52 |
| Eskilstuna Guif 10 Ingólfsson, Freiman    | SønderjyskE 10 Gullerud                | 880 Zuschauer            | 1178 Zuschauer           | 55 : 52 |
| SKA Minsk 14 Kniazeu                      | Górnik Zabrze 13 Kubisztal             | 11.10.2014 Sa. 18:00 Uhr | 18.10.2014 Sa. 18:00 Uhr | 64 : 63 |
| SKA Minsk 14 Kniazeu                      | Górnik Zabrze 13 Kubisztal             | 34 : 30 (18 : 14)        | 30 : 33 (14 : 15)        | 64 : 63 |
| SKA Minsk 14 Kniazeu                      | Górnik Zabrze 13 Kubisztal             | 1000 Zuschauer           | 500 Zuschauer            | 64 : 63 |
| Ştiinţa Municipal Dedeman Bacău 11 Vartic | OCI-LIONS 14 Baart                     | 18.10.2014 Sa. 16:00 Uhr | 19.10.2014 So. 16:30 Uhr | 62 : 55 |
| Ştiinţa Municipal Dedeman Bacău 11 Vartic | OCI-LIONS 14 Baart                     | 34 : 29 (17 : 14)        | 28 : 26 (15 : 15)        | 62 : 55 |
| Ştiinţa Municipal Dedeman Bacău 11 Vartic | OCI-LIONS 14 Baart                     | 1000 Zuschauer           | 800 Zuschauer            | 62 : 55 |
| KH BESA Famiglia 15 Biljaka               | RK Nexe 12 Nuić                        | 18.10.2014 Sa. 19:00 Uhr | 19.10.2014 So. 18:00 Uhr | 51 : 83 |
| KH BESA Famiglia 15 Biljaka               | RK Nexe 12 Nuić                        | 25 : 40 (14 : 18)        | 26 : 43 (14 : 20)        | 51 : 83 |
| KH BESA Famiglia 15 Biljaka               | RK Nexe 12 Nuić                        | 600 Zuschauer            | 500 Zuschauer            | 51 : 83 |
| Balatonfüredi KSE 16 Szöllösi             | Dinamo Astrachan 8 Poljakow, Sjemjenow | 11.10.2014 Sa. 18:00 Uhr | 19.10.2014 So. 18:00 Uhr | 46 : 43 |
| Balatonfüredi KSE 16 Szöllösi             | Dinamo Astrachan 8 Poljakow, Sjemjenow | 21 : 23 (11 : 10)        | 25 : 20 (14 : 09)        | 46 : 43 |
| Balatonfüredi KSE 16 Szöllösi             | Dinamo Astrachan 8 Poljakow, Sjemjenow | 800 Zuschauer            | 3000 Zuschauer           | 46 : 43 |
| Bregenz Handball 15 Mayer                 | Skjern Håndbold 14 Rasmussen           | 11.10.2014 Sa. 19:00 Uhr | 19.10.2014 So. 16:00 Uhr | 59 : 72 |
| Bregenz Handball 15 Mayer                 | Skjern Håndbold 14 Rasmussen           | 27 : 36 (14 : 17)        | 32 : 36 (17 : 18)        | 59 : 72 |
| Bregenz Handball 15 Mayer                 | Skjern Håndbold 14 Rasmussen           | 800 Zuschauer            | 1660 Zuschauer           | 59 : 72 |
| HBC Nantes 19 Rivera                      | GRK Varaždin 10 Kuduz, Tokić           | 11.10.2014 Sa. 20:30 Uhr | 18.10.2014 Sa. 17:00 Uhr | 72 : 53 |
| HBC Nantes 19 Rivera                      | GRK Varaždin 10 Kuduz, Tokić           | 42 : 27 (16 : 16)        | 30 : 26 (17 : 08)        | 72 : 53 |
| HBC Nantes 19 Rivera                      | GRK Varaždin 10 Kuduz, Tokić           | 4508 Zuschauer           | 2500 Zuschauer           | 72 : 53 |
| HK Topoľčany 12 Kucharik                  | Bevo HC Panningen 17 van den Beucken   | 11.10.2014 Sa. 18:00 Uhr | 18.10.2014 Sa. 20:00 Uhr | 59 : 49 |
| HK Topoľčany 12 Kucharik                  | Bevo HC Panningen 17 van den Beucken   | 32 : 25 (16 : 15)        | 27 : 24 (16 : 11)        | 59 : 49 |
| HK Topoľčany 12 Kucharik                  | Bevo HC Panningen 17 van den Beucken   | 750 Zuschauer            | 550 Zuschauer            | 59 : 49 |
| Team Tvis Holstebro 15 Larsen             | HC Kriens-Luzern 10 Stojanović         | 12.10.2014 So. 13:00 Uhr | 18.10.2014 Sa. 19:30 Uhr | 71 : 59 |
| Team Tvis Holstebro 15 Larsen             | HC Kriens-Luzern 10 Stojanović         | 35 : 23 (19 : 10)        | 36 : 36 (19 : 14)        | 71 : 59 |
| Team Tvis Holstebro 15 Larsen             | HC Kriens-Luzern 10 Stojanović         | 753 Zuschauer            | 450 Zuschauer            | 71 : 59 |
| Pfadi Winterthur 25 Hess                  | RK Železničar 1949 Niš 9 Basarić       | 11.10.2014 Sa. 18:00 Uhr | 18.10.2014 Sa. 18:30 Uhr | 65 : 55 |
| Pfadi Winterthur 25 Hess                  | RK Železničar 1949 Niš 9 Basarić       | 35 : 26 (17 : 09)        | 30 : 29 (13 : 10)        | 65 : 55 |
| Pfadi Winterthur 25 Hess                  | RK Železničar 1949 Niš 9 Basarić       | 800 Zuschauer            | 700 Zuschauer            | 65 : 55 |
| GK Kaustik Wolgograd                      | HK Portowyk                            | 02.10.2014 Mi.           | 02.10.2014 Mi.           | 20 : 0* |
| GK Kaustik Wolgograd                      | HK Portowyk                            | 10 : 0 (0 : 0)           | 10 : 0 (0 : 0)           | 20 : 0* |
| GK Kaustik Wolgograd                      | HK Portowyk                            | Zuschauer                | Zuschauer                | 20 : 0* |
| Sporting Clube de Portugal 18 Solha       | HC Sporta Hlohovec 10 Ďuriš            | 11.10.2014 Sa. 19:30 Uhr | 18.10.2014 Sa. 18:00 Uhr | 62 : 57 |
| Sporting Clube de Portugal 18 Solha       | HC Sporta Hlohovec 10 Ďuriš            | 34 : 24 (15 : 08)        | 28 : 33 (14 : 18)        | 62 : 57 |
| Sporting Clube de Portugal 18 Solha       | HC Sporta Hlohovec 10 Ďuriš            | 300 Zuschauer            | 1300 Zuschauer           | 62 : 57 |
| RK Maribor Branik 17 Kaleb                | IKF Kristianstad 12 Bjørnsen           | 12.10.2014 So. 20:00 Uhr | 17.10.2014 Fr. 19:00 Uhr | 50 : 61 |
| RK Maribor Branik 17 Kaleb                | IKF Kristianstad 12 Bjørnsen           | 26 : 25 (10 : 13)        | 24 : 36 (10 : 17)        | 50 : 61 |
| RK Maribor Branik 17 Kaleb                | IKF Kristianstad 12 Bjørnsen           | 700 Zuschauer            | 4362 Zuschauer           | 50 : 61 |
| Junior Fasano 12 Maione                   | HC Potaissa Tudra 14 Dediu             | 11.10.2014 Sa. 16:00 Uhr | 18.10.2014 Sa. 17:45 Uhr | 53 : 67 |
| Junior Fasano 12 Maione                   | HC Potaissa Tudra 14 Dediu             | 27 : 28 (11 : 12)        | 26 : 39 (10 : 18)        | 53 : 67 |
| Junior Fasano 12 Maione                   | HC Potaissa Tudra 14 Dediu             | 500 Zuschauer            | 531 Zuschauer            | 53 : 67 |
| BSV Bern Muri 11 Kurth                    | Ademar León 11 Vejin                   | 11.10.2014 Sa. 17:30 Uhr | 18.10.2014 Sa. 18:00 Uhr | 51 : 67 |
| BSV Bern Muri 11 Kurth                    | Ademar León 11 Vejin                   | 30 : 38 (16 : 17)        | 21 : 29 (12 : 13)        | 51 : 67 |
| BSV Bern Muri 11 Kurth                    | Ademar León 11 Vejin                   | 950 Zuschauer            | 2000 Zuschauer           | 51 : 67 |
| Handball Esch 13 Pulli                    | Grundfos Tatabánya KC 13 Harsányi      | 18.10.2014 Sa. 18:30 Uhr | 19.10.2014 So. 18:00 Uhr | 49 : 50 |
| Handball Esch 13 Pulli                    | Grundfos Tatabánya KC 13 Harsányi      | 24 : 25 (13 : 12)        | 25 : 25 (14 : 12)        | 49 : 50 |
| Handball Esch 13 Pulli                    | Grundfos Tatabánya KC 13 Harsányi      | 600 Zuschauer            | 600 Zuschauer            | 49 : 50 |
| Talent M.A.T. Plzeň 12 Skvaril            | GK Permskije Medwedi 11 Aslanjan       | 11.10.2014 Sa. 18:00 Uhr | 19.10.2014 So. 15:00 Uhr | 48 : 55 |
| Talent M.A.T. Plzeň 12 Skvaril            | GK Permskije Medwedi 11 Aslanjan       | 23 : 25 (10 : 14)        | 25 : 30 (14 : 15)        | 48 : 55 |
| Talent M.A.T. Plzeň 12 Skvaril            | GK Permskije Medwedi 11 Aslanjan       | 1120 Zuschauer           | 1500 Zuschauer           | 48 : 55 |
| MT Melsungen 13 Allendorf                 | Fenix Toulouse 17 Fernandez            | 01.10.2014 Do. 20:15 Uhr | 19.10.2014 So. 15:00 Uhr | 57 : 53 |
| MT Melsungen 13 Allendorf                 | Fenix Toulouse 17 Fernandez            | 34 : 27 (17 : 14)        | 23 : 26 (10 : 11)        | 57 : 53 |
| MT Melsungen 13 Allendorf                 | Fenix Toulouse 17 Fernandez            | 2504 Zuschauer           | 2800 Zuschauer           | 57 : 53 |
| Initia HC Hasselt 12 Robyns               | Orosházi FKSE-Linamar 11 Buday         | 11.10.2014 Sa. 20:15 Uhr | 18.10.2014 Sa. 18:00 Uhr | 46 : 56 |
| Initia HC Hasselt 12 Robyns               | Orosházi FKSE-Linamar 11 Buday         | 25 : 26 (10 : 15)        | 21 : 30 (09 : 15)        | 46 : 56 |
| Initia HC Hasselt 12 Robyns               | Orosházi FKSE-Linamar 11 Buday         | 500 Zuschauer            | 450 Zuschauer            | 46 : 56 |
| Elverum Håndball 14 Lindboe               | Maccabi Rishon Lezion 12 Stelman       | 11.10.2014 Sa. 16:00 Uhr | 12.10.2014 So. 18:00 Uhr | 65 : 52 |
| Elverum Håndball 14 Lindboe               | Maccabi Rishon Lezion 12 Stelman       | 36 : 28 (18 : 11)        | 29 : 24 (9 : 11)         | 65 : 52 |
| Elverum Håndball 14 Lindboe               | Maccabi Rishon Lezion 12 Stelman       | 539 Zuschauer            | 668 Zuschauer            | 65 : 52 |

*Der HK Portowyk zog seine Mannschaft vom Wettbewerb zurück, weshalb die EHF die beiden Partien mit 10:0 für den GK Kaustik Wolgograd wertete.

## Runde 3
Es nahmen die 20 Sieger der 2. Runde, die sechs Zweit- und Drittplatzierten der K.-o.-Spiele 1 bis 3 der EHF Champions League Qualifikation und die 6 Mannschaften teil, die sich vorher für den Wettbewerb qualifiziert hatten.
Die Auslosung der 3. Runde fand am 4. November 2014 um 11:00 Uhr (UTC+2) in Wien statt.
Die Hinspiele finden am 22./23. November 2014 statt. Die Rückspiele finden am 29./30. November 2014 statt.

### Qualifizierte Teams
| Topf 1: - HT Tatran Prešov (Gruppe 1 Verlierer Finale) - FC Porto Vitalis (Gruppe 2 Verlierer Finale) - HCM Constanța (Gruppe 3 Verlierer Finale) - RK Vojvodina (Gruppe 1 Sieger Spiel um Platz 3) - Alpla HC Hard (Gruppe 2 Sieger Spiel um Platz 3) - Haslum HK (Gruppe 3 Sieger Spiel um Platz 3) - Füchse Berlin - St. Petersburg HC - Bada Huesca - Fraikin BM Granollers - Gorenje Velenje - HSV Hamburg - Team Tvis Holstebro (Sieger 2. Runde) - RK Nexe (Sieger 2. Runde) - Pfadi Winterthur (Sieger 2. Runde) - Orosházi FKSE-Linamar (Sieger 2. Runde) | Topf 2: - Abanca Ademar León (Sieger 2. Runde) - Ştiinţa Municipal Dedeman Bacău (Sieger 2. Runde) - HC Potaissa Tudra (Sieger 2. Runde) - HBC Nantes (Sieger 2. Runde) - HK Kaustik Volgograd (Sieger 2. Runde) - MT Melsungen (Sieger 2. Runde) - IKF Kristianstad (Sieger 2. Runde) - Balatonfüredi KSE (Sieger 2. Runde) - Elverum Håndball (Sieger 2. Runde) - Grundfos Tatabánya KC (Sieger 2. Runde) - HK Topoľčany (Sieger 2. Runde) - Eskilstuna Guif (Sieger 2. Runde) - Sporting Clube de Portugal (Sieger 2. Runde) - GK Permskije Medwedi (Sieger 2. Runde) - Skjern Håndbold (Sieger 2. Runde) - SKA Minsk (Sieger 2. Runde) |

### Ausgeloste Spiele und Ergebnisse
| Mannschaft 1                             | Mannschaft 2                                | Hinspiel             | Rückspiel            | Gesamt   |
| ---------------------------------------- | ------------------------------------------- | -------------------- | -------------------- | -------- |
| FC Porto Vitalis 15 Duarte               | Abanca Ademar León 13 Carrillo Gutierrez    | 22.11. Sa. 18:00 Uhr | 29.11. Sa. 17:30 Uhr | 54 : 52  |
| FC Porto Vitalis 15 Duarte               | Abanca Ademar León 13 Carrillo Gutierrez    | 29 : 24 (15 : 16)    | 25 : 28 (12 : 13)    | 54 : 52  |
| FC Porto Vitalis 15 Duarte               | Abanca Ademar León 13 Carrillo Gutierrez    | 1.188 Zuschauer      | 3.150 Zuschauer      | 54 : 52  |
| Team Tvis Holstebro 12 Bramming, Nielsen | Ştiinţa Municipal Dedeman Bacău 14 Pinnonen | 22.11. Sa. 19:30 Uhr | 29.11. Sa. 15:30 Uhr | 61 : 55  |
| Team Tvis Holstebro 12 Bramming, Nielsen | Ştiinţa Municipal Dedeman Bacău 14 Pinnonen | 32 : 27 (16 : 14)    | 29 : 28 (15 : 12)    | 61 : 55  |
| Team Tvis Holstebro 12 Bramming, Nielsen | Ştiinţa Municipal Dedeman Bacău 14 Pinnonen | 562 Zuschauer        | 800 Zuschauer        | 61 : 55  |
| RK Nexe 13 Eter                          | HC Potaissa Tudra 8 Lazar                   | 22.11. Sa. 19:00 Uhr | 29.11. Sa. 13:45 Uhr | 58 : 46  |
| RK Nexe 13 Eter                          | HC Potaissa Tudra 8 Lazar                   | 35 : 20 (15 : 10)    | 23 : 26 (11 : 14)    | 58 : 46  |
| RK Nexe 13 Eter                          | HC Potaissa Tudra 8 Lazar                   | 800 Zuschauer        | 600 Zuschauer        | 58 : 46  |
| Füchse Berlin 11 Petersen                | HBC Nantes 15 Claire                        | 23.11. So. 17:15 Uhr | 29.11. Sa. 20:30 Uhr | 46 : 46* |
| Füchse Berlin 11 Petersen                | HBC Nantes 15 Claire                        | 23 : 18 (10 : 8)     | 23 : 28 (11 : 13)    | 46 : 46* |
| Füchse Berlin 11 Petersen                | HBC Nantes 15 Claire                        | 6.371 Zuschauer      | 5.000 Zuschauer      | 46 : 46* |
| HK Kaustik Volgograd 23 Komogrov         | Haslum HK 16 Brännberger                    | 23.11. So. 18:00 Uhr | 29.11. Sa. 16:00 Uhr | 57 : 64  |
| HK Kaustik Volgograd 23 Komogrov         | Haslum HK 16 Brännberger                    | 31 : 28 (13 : 14)    | 26 : 36 (10 : 17)    | 57 : 64  |
| HK Kaustik Volgograd 23 Komogrov         | Haslum HK 16 Brännberger                    | 1.200 Zuschauer      | Zuschauer            | 57 : 64  |
| MT Melsungen 11 Fahlgren                 | HT Tatran Prešov 13 Antl                    | 22.11. Sa. 19:00 Uhr | 29.11. Sa. 18:00 Uhr | 56 : 50  |
| MT Melsungen 11 Fahlgren                 | HT Tatran Prešov 13 Antl                    | 31 : 24 (17 : 11)    | 25 : 26 (16 : 11)    | 56 : 50  |
| MT Melsungen 11 Fahlgren                 | HT Tatran Prešov 13 Antl                    | 2.517 Zuschauer      | 3.125 Zuschauer      | 56 : 50  |
| IKF Kristianstad 10 Olsson               | HSV Hamburg 10 Hens                         | 19.11. Mi. 19:00 Uhr | 30.11. So. 15:00 Uhr | 55 : 55* |
| IKF Kristianstad 10 Olsson               | HSV Hamburg 10 Hens                         | 27 : 29 (16 : 10)    | 28 : 26 (16 : 12)    | 55 : 55* |
| IKF Kristianstad 10 Olsson               | HSV Hamburg 10 Hens                         | 4.987 Zuschauer      | 1.600 Zuschauer      | 55 : 55* |
| Alpla HC Hard 12 Schlinger               | Balatonfüredi KSE 13 Szöllösi               | 22.11. So. 19:00 Uhr | 29.11. Sa. 16:00 Uhr | 49 : 52  |
| Alpla HC Hard 12 Schlinger               | Balatonfüredi KSE 13 Szöllösi               | 31 : 26 (13 : 13)    | 18 : 26 (8 : 12)     | 49 : 52  |
| Alpla HC Hard 12 Schlinger               | Balatonfüredi KSE 13 Szöllösi               | 1.400 Zuschauer      | 700 Zuschauer        | 49 : 52  |
| HCM Constanța 17 Humet Gaminde           | Elverum Håndball 13 Lindboe                 | 22.11. Sa. 12:00 Uhr | 29.11. Sa. 16:0 Uhr  | 59 : 50  |
| HCM Constanța 17 Humet Gaminde           | Elverum Håndball 13 Lindboe                 | 27 : 21 (12 : 14)    | 30 : 29 (15 : 15)    | 59 : 50  |
| HCM Constanța 17 Humet Gaminde           | Elverum Håndball 13 Lindboe                 | 1.950 Zuschauer      | 516 Zuschauer        | 59 : 50  |
| Grundfos Tatabánya KC 10 Boskovic        | St. Petersburg HC 12 Junisebkov             | 23.11. So. 18:45 Uhr | 28.11. Fr. 19:00 Uhr | 47 : 54  |
| Grundfos Tatabánya KC 10 Boskovic        | St. Petersburg HC 12 Junisebkov             | 23 : 22 (11 : 9)     | 24 : 32 (10 : 19)    | 47 : 54  |
| Grundfos Tatabánya KC 10 Boskovic        | St. Petersburg HC 12 Junisebkov             | 900 Zuschauer        | 1.000 Zuschauer      | 47 : 54  |
| HK Topoľčany 10 Klačanský                | Pfadi Winterthur 14 Krieg                   | 22.11. Sa. 18:00 Uhr | 30.11. So. 17:00 Uhr | 51 : 60  |
| HK Topoľčany 10 Klačanský                | Pfadi Winterthur 14 Krieg                   | 26 : 28 (11 : 15)    | 25 : 32 (10 : 15)    | 51 : 60  |
| HK Topoľčany 10 Klačanský                | Pfadi Winterthur 14 Krieg                   | 800 Zuschauer        | 650 Zuschauer        | 51 : 60  |
| Eskilstuna Guif 13 Östlund               | Bada Huesca 14 Carton Llorente              | 22.11. Sa. 16:00 Uhr | 29.11. Sa. 20:00 Uhr | 55 : 50  |
| Eskilstuna Guif 13 Östlund               | Bada Huesca 14 Carton Llorente              | 32 : 24 (15 : 15)    | 23 : 26 (10 : 10)    | 55 : 50  |
| Eskilstuna Guif 13 Östlund               | Bada Huesca 14 Carton Llorente              | 1.550 Zuschauer      | 1.800 Zuschauer      | 55 : 50  |
| Sporting Clube de Portugal 11 Portela    | Fraikin BM Granollers 9 Sanchez             | 23.11. So. 16:00 Uhr | 30.11. So. 19:00 Uhr | 50 : 50* |
| Sporting Clube de Portugal 11 Portela    | Fraikin BM Granollers 9 Sanchez             | 27 : 25 (13 : 14)    | 23 : 25 (9 : 12)     | 50 : 50* |
| Sporting Clube de Portugal 11 Portela    | Fraikin BM Granollers 9 Sanchez             | 426 Zuschauer        | 2.900 Zuschauer      | 50 : 50* |
| GK Permskije Medwedi 12 Bogdanov         | Gorenje Velenje 17 Dujmovic                 | 23.11. So. 17:00 Uhr | 29.11. Sa. 19:00 Uhr | 63 : 76  |
| GK Permskije Medwedi 12 Bogdanov         | Gorenje Velenje 17 Dujmovic                 | 34 : 37 (14 : 16)    | 29 : 39 (12 : 19)    | 63 : 76  |
| GK Permskije Medwedi 12 Bogdanov         | Gorenje Velenje 17 Dujmovic                 | 1.000 Zuschauer      | 1.200 Zuschauer      | 63 : 76  |
| Skjern Håndbold 12 Mikkelsen             | Orosházi FKSE-Linamar 8 Knezevic, Stranigg  | 23.11. So. 13:30 Uhr | 30.11. So. 19:00 Uhr | 72 : 45  |
| Skjern Håndbold 12 Mikkelsen             | Orosházi FKSE-Linamar 8 Knezevic, Stranigg  | 40 : 20 (20 : 13)    | 32 : 25 (16 : 12)    | 72 : 45  |
| Skjern Håndbold 12 Mikkelsen             | Orosházi FKSE-Linamar 8 Knezevic, Stranigg  | 1.225 Zuschauer      | 500 Zuschauer        | 72 : 45  |
| RK Vojvodina 14 Datukashvili             | SKA Minsk 13 Bachko                         | 22.11. Sa. 18:00 Uhr | 29.11. Sa. 18:00 Uhr | 52 : 50  |
| RK Vojvodina 14 Datukashvili             | SKA Minsk 13 Bachko                         | 27 : 22 (14 : 9)     | 25 : 28 (11 : 14)    | 52 : 50  |
| RK Vojvodina 14 Datukashvili             | SKA Minsk 13 Bachko                         | 400 Zuschauer        | 2.000 Zuschauer      | 52 : 50  |

*Die Füchse Berlin, der HSV Hamburg und Fraikin BM Granollers ziehen aufgrund der Auswärtstorregel in die Gruppenphase ein

## Gruppenphase
Es nehmen die 16 Sieger der 3. Runde teil.

Die Auslosung der Gruppenphase fand am 4. Dezember 2014 um 11:00 Uhr (UTC+2) in Wien statt.

### Qualifizierte Teams
| Pot 1 - HSV Hamburg - MT Melsungen - FC Porto Vitalis - HCM Constanța | Pot 2 - Fraikin BM Granollers - Balatonfüredi KSE - Haslum HK - RK Vojvodina | Pot 3 - Füchse Berlin - St. Petersburg HC - Gorenje Velenje - Eskilstuna Guif | Pot 4 - RK Nexe - Skjern Håndbold - Team Tvis Holstebro - Pfadi Winterthur |

### Gruppen
| Gruppe A HSV Hamburg Haslum HK Gorenje Velenje Pfadi Winterthur | Gruppe B HCM Constanța Fraikin BM Granollers St. Petersburg HC Team Tvis Holstebro | Gruppe C FC Porto Vitalis RK Vojvodina Füchse Berlin Skjern Håndbold | Gruppe D MT Melsungen Balatonfüredi KSE Eskilstuna Guif RK Nexe |

### Gruppe A
| Pl. | Mannschaft       | Sp. | S | U | N | T   | GT  | Diff | Pkt |
| --- | ---------------- | --- | - | - | - | --- | --- | ---- | --- |
| 1.  | HSV Hamburg      | 6   | 5 | 0 | 1 | 189 | 169 | +20  | 10  |
| 2.  | Gorenje Velenje  | 6   | 4 | 0 | 2 | 192 | 160 | +32  | 08  |
| 3.  | Haslum HK        | 6   | 2 | 0 | 4 | 160 | 194 | −34  | 04  |
| 4.  | Pfadi Winterthur | 6   | 1 | 0 | 5 | 160 | 178 | −18  | 02  |

| 11. Februar 2015, Mi. 19:30 Uhr in Sporthalle Hamburg, Hamburg       | 1589 Zuschauer Spielbericht | HSV Hamburg Hans Lindberg, Adrian Pfahl je 7    | 33 : 28 (15 : 14) | Gorenje Velenje Mario Šoštarič 7    |
| 14. Februar 2015, Sa. 16:15 Uhr in Nadderud Arena, Bekkestua (Bærum) | 808 Zuschauer Spielbericht  | Haslum HK Christoffer Brännberger 5             | 23 : 27 (12 : 13) | Pfadi Winterthur Julian Krieg 11    |
| 18. Februar 2015, Mi. 20:00 Uhr in Eulachhallen, Winterthur          | 1500 Zuschauer Spielbericht | Pfadi Winterthur Julian Krieg 6                 | 22 : 26 (9 : 14)  | HSV Hamburg Adrian Pfahl 5          |
| 21. Februar 2015, Sa. 20:30 Uhr in Rdeča Dvorana, Velenje            | 1000 Zuschauer Spielbericht | Gorenje Velenje Staš Skube 9                    | 34 : 21 (18 : 13) | Haslum HK Anders Røe 6              |
| 28. Februar 2015, Sa. 19:30 Uhr in Eulachhallen, Winterthur          | 1000 Zuschauer Spielbericht | Pfadi Winterthur Kevin Jud 6                    | 26 : 35 (26 : 35) | Gorenje Velenje Staš Skube 12       |
| 1. März 2015, So. 16:15 Uhr in Nadderud Arena, Bekkestua (Bærum)     | 807 Zuschauer Spielbericht  | Haslum HK Anders Røe 7                          | 34 : 32 (17 : 16) | HSV Hamburg Alexandru Șimicu 8      |
| 7. März 2015, Sa. 15:30 Uhr in Sporthalle Hamburg, Hamburg           | 1623 Zuschauer Spielbericht | HSV Hamburg Hans Lindberg 8                     | 36 : 26 (17 : 8)  | Haslum HK Christoffer Brännberger 6 |
| 8. März 2015, So. 19:00 Uhr in Rdeča Dvorana, Velenje                | 1000 Zuschauer Spielbericht | Gorenje Velenje Niko Medved 6                   | 30 : 26 (15 : 11) | Pfadi Winterthur Kevin Jud 7        |
| 14. März 2015, Sa. 19:30 Uhr in Eulachhallen, Winterthur             | 850 Zuschauer Spielbericht  | Pfadi Winterthur Marcel Hess, Julian Krieg je 7 | 31 : 34 (15 : 17) | Haslum HK Erlend Mamelund 8         |
| 14. März 2015, Sa. 20:30 Uhr in Rdeča Dvorana, Velenje               | 1200 Zuschauer Spielbericht | Gorenje Velenje Staš Skube 10                   | 31 : 32 (15 : 13) | HSV Hamburg Alexandru Șimicu 8      |
| 18. März 2015, Mi. 19:30 Uhr in Sporthalle Hamburg, Hamburg          | 1226 Zuschauer Spielbericht | HSV Hamburg Kentin Mahé 11                      | 30 : 28 (12 : 13) | Pfadi Winterthur Marcel Hess 6      |
| 21. März 2015, Sa. 16:15 Uhr in Nadderud Arena, Bekkestua (Bærum)    | 466 Zuschauer Spielbericht  | Haslum HK Anders Røe 7                          | 22 : 34 (11 : 17) | Gorenje Velenje Mario Šoštarič 9    |

### Gruppe B
| Pl. | Mannschaft             | Sp. | S | U | N | T   | GT  | Diff | Pkt |
| --- | ---------------------- | --- | - | - | - | --- | --- | ---- | --- |
| 1.  | Team Tvis Holstebro    | 6   | 4 | 2 | 0 | 185 | 168 | +17  | 10  |
| 2.  | Fraikin BM Granollers  | 6   | 3 | 1 | 2 | 159 | 154 | +05  | 07  |
| 3.  | HCM Constanța          | 6   | 1 | 2 | 3 | 163 | 178 | −15  | 04  |
| 4.  | GK Newa St. Petersburg | 6   | 1 | 1 | 4 | 162 | 169 | −07  | 03  |

| 14. Februar 2015, Sa. 16:15 Uhr in Palau d’Esports de Granollers, Granollers | 1200 Zuschauer Spielbericht | Fraikin BM Granollers Alvaro Ruiz Sánchez 10                             | 28 : 28 (12 : 17) | Team Tvis Holstebro Patrick Larsen Wiesmach 7                   |
| 15. Februar 2015, So. 11:45 Uhr in Sala Sporturilor Constanța, Constanța     | 1900 Zuschauer Spielbericht | HCM Constanța Dalibor Čutura 10                                          | 25 : 25 (13 : 10) | GK Newa St. Petersburg Wiktor Kowalenko 6                       |
| 21. Februar 2015, Sa. 15:00 Uhr in Gråkjær Arena, Holstebro                  | 1285 Zuschauer Spielbericht | Team Tvis Holstebro Michael Damgaard Nielsen 10                          | 34 : 28 (17 : 16) | HCM Constanța Dalibor Čutura 9                                  |
| 22. Februar 2015, So. 15:00 Uhr in Arena St. Petersburg, St. Petersburg      | 1700 Zuschauer Spielbericht | GK Newa St. Petersburg Taras Drjapotschko, Ruslan Junisbekov je 6        | 22 : 27 ( 6 : 14) | Fraikin BM Granollers David Resina Forns, Ferran Solé Sala je 5 |
| 28. Februar 2015, Sa. 16:00 Uhr in Palau d’Esports de Granollers, Granollers | 1300 Zuschauer Spielbericht | Fraikin BM Granollers David Resina Forns, Juan Del Arco Pérez je 5       | 23 : 21 (12 : 10) | HCM Constanța George Ionuț Buricea 6                            |
| 28. Februar 2015, Sa. 19:15 Uhr in Gråkjær Arena, Holstebro                  | 740 Zuschauer Spielbericht  | Team Tvis Holstebro Michael Damgaard Nielsen 9                           | 28 : 24 (16 : 13) | GK Newa St. Petersburg Taras Drjapotschko 8                     |
| 8. März 2015, So. 11:45 Uhr in Sala Sporturilor Constanța, Constanța         | 2845 Zuschauer Spielbericht | HCM Constanța Dalibor Čutura, Mladen Rakčević, Laurențiu Mihai Toma je 7 | 28 : 27 (14 : 11) | Fraikin BM Granollers Juan Del Arco Pérez 8                     |
| 9. März 2015, Mo. 19:00 Uhr in Arena St. Petersburg, St. Petersburg          | 1000 Zuschauer Spielbericht | GK Newa St. Petersburg Eldar Nassyrow 7                                  | 30 : 32 (12 : 14) | Team Tvis Holstebro Michael Damgaard Nielsen 12                 |
| 14. März 2015, Sa. 15:00 Uhr in Gråkjær Arena, Holstebro                     | 1223Zuschauer Spielbericht  | Team Tvis Holstebro Patrick Wiesmach Larsen, Allan Damgaard Nielsen je 6 | 29 : 24 (13 : 13) | Fraikin BM Granollers Alvaro Ruiz Sánchez 7                     |
| 16. März 2015, Mo.. 19:00 Uhr in Arena St. Petersburg, St. Petersburg        | 600 Zuschauer Spielbericht  | GK Newa St. Petersburg Taras Drjapotschko 10                             | 35 : 27 (15 : 13) | HCM Constanța Dalibor Čutura 7                                  |
| 21. März 2015, Sa. 16:15 Uhr in Palau d’Esports de Granollers, Granollers    | 1300 Zuschauer Spielbericht | Fraikin BM Granollers Juan Del Arco Pérez 7                              | 30 : 26 (13 : 13) | GK Newa St. Petersburg Pawel Kungurow 7                         |
| 22. März 2015, So. 11:45 Uhr in Sala Sporturilor Constanța, Constanța        | 1000 Zuschauer Spielbericht | HCM Constanța Laurențiu Mihai Toma 11                                    | 34 : 34 (21 : 15) | Team Tvis Holstebro Patrick Wiesmach Larsen, Jonas Larholm je 6 |

### Gruppe C
| Pl. | Mannschaft       | Sp. | S | U | N | T   | GT  | Diff | Pkt |
| --- | ---------------- | --- | - | - | - | --- | --- | ---- | --- |
| 1.  | Füchse Berlin    | 6   | 5 | 0 | 1 | 175 | 143 | +32  | 10  |
| 2.  | Skjern Håndbold  | 6   | 5 | 0 | 1 | 164 | 147 | +17  | 10  |
| 3.  | FC Porto Vitalis | 6   | 2 | 0 | 4 | 142 | 152 | −10  | 04  |
| 4.  | RK Vojvodina     | 6   | 0 | 0 | 6 | 143 | 182 | −39  | 0   |

| 14. Februar 2015, Sa. 18:00 Uhr in Dragão Caixa, Porto                | 1209 Zuschauer Spielbericht | FC Porto Vitalis Gilberto Duarte, João Ferraz je 4              | 20 : 26 (12 : 14) | Füchse Berlin Petar Nenadić 6                                            |
| 15. Februar 2015, So. 20:15 Uhr in Sportska hala Slana Bara, Novi Sad | 1500 Zuschauer Spielbericht | RK Vojvodina Uroš Elezović 8                                    | 23 : 25 (14 : 13) | Skjern Håndbold Thomas Klitgaard, Nikolaj Markussen je 5                 |
| 22. Februar 2015, So. 15:00 Uhr in Skjern Bank Arena, Skjern          | 1315 Zuschauer Spielbericht | Skjern Håndbold Kasper Søndergaard 7                            | 27 : 21 (13 : 11) | FC Porto Vitalis João Ferraz, Ricardo Moreira je 6                       |
| 22. Februar 2015, So. 17:15 Uhr in Max-Schmeling-Halle, Berlin        | 6453 Zuschauer Spielbericht | Füchse Berlin Pavel Horák 8                                     | 37 : 22 (18 : 11) | RK Vojvodina Uroš Elezović 7                                             |
| 28. Februar 2015, Sa. 15:00 Uhr in Skjern Bank Arena, Skjern          | 1575 Zuschauer Spielbericht | Skjern Håndbold Henrik Møllgaard Jensen 9                       | 32 : 28 (17 : 12) | Füchse Berlin Fredrik Raahauge Petersen 7                                |
| 1. März 2015, So. 20:15 Uhr in Sportska hala Slana Bara, Novi Sad     | 1578 Zuschauer Spielbericht | RK Vojvodina Uroš Elezović, Strahinja Stanković je 6            | 27 : 29 (13 : 15) | FC Porto Vitalis Gilberto Duarte 7                                       |
| 7. März 2015, Sa. 18:00 Uhr in Dragão Caixa, Porto                    | 1401 Zuschauer Spielbericht | FC Porto Vitalis João Ferraz, Ricardo Moreira je 7              | 29 : 23 (13 : 12) | RK Vojvodina Zoran Nikolić 7                                             |
| 8. März 2015, So. 17:15 Uhr in Max-Schmeling-Halle, Berlin            | 4915 Zuschauer Spielbericht | Füchse Berlin Petar Nenadić, Fredrik Raahauge Petersen je 6     | 29 : 24 (14 : 14) | Skjern Håndbold Henrik Møllgaard Jensen, Morten Balling Christensen je 6 |
| 14. März 2015, Sa. 19:30 Uhr in Skjern Bank Arena, Skjern             | 1024 Zuschauer Spielbericht | Skjern Håndbold Henrik Møllgaard Jensen, Nikolaj Markussen je 5 | 32 : 23 (14 : 9)  | RK Vojvodina Nikola Arsenić, Filip Marjanović, Strahinja Stanković       |
| 15. März 2015, So. 17:15 Uhr in Max-Schmeling-Halle, Berlin           | 6316 Zuschauer Spielbericht | Füchse Berlin Fabian Wiede 6                                    | 25 : 20 ( 7 : 8)  | FC Porto Vitalis João Ferraz 5                                           |
| 21. März 2015, Sa. 18:00 Uhr in Dragão Caixa, Porto                   | 805 Zuschauer Spielbericht  | FC Porto Vitalis Ricardo Moreira, Amador Daymaro je 7           | 23 : 24 (13 : 14) | Skjern Håndbold Nikolaj Markussen 7                                      |
| 21. März 2015, Sa. 18:00 Uhr in Sportska hala Slana Bara, Novi Sad    | 1200 Zuschauer Spielbericht | RK Vojvodina Uroš Elezović 9                                    | 25 : 30 (11 : 17) | Füchse Berlin Konstantin Igropulo 7                                      |

### Gruppe D
| Pl. | Mannschaft        | Sp. | S | U | N | T   | GT  | Diff | Pkt |
| --- | ----------------- | --- | - | - | - | --- | --- | ---- | --- |
| 1.  | MT Melsungen      | 6   | 5 | 0 | 1 | 177 | 152 | +25  | 010 |
| 2.  | Eskilstuna Guif   | 6   | 3 | 2 | 1 | 165 | 156 | +09  | 08  |
| 3.  | Balatonfüredi KSE | 6   | 1 | 1 | 4 | 140 | 165 | −25  | 03  |
| 4.  | RK Nexe           | 6   | 1 | 1 | 4 | 161 | 170 | −09  | 03  |

| 13. Februar 2015, Fr. 20:00 Uhr in Veszprém Arena, Veszprém         | 1200 Zuschauer Spielbericht | Balatonfüredi KSE Bence Bánhidi 5                             | 19 : 31 ( 8 : 13) | RK Nexe Josip Božić Pavletić, Can Çelebi je 5                      |
| 14. Februar 2015, Sa. 19:00 Uhr in Rothenbach-Halle, Kassel         | 2136 Zuschauer Spielbericht | MT Melsungen Patrik Fahlgren 7                                | 31 : 27 (16 : 14) | Eskilstuna Guif Viktor Östlund, Mathias Tholin je 6                |
| 21. Februar 2015, Sa. 16:00 Uhr in Eskilstuna Sporthall, Eskilstuna | 686 Zuschauer Spielbericht  | Eskilstuna Guif Mathias Tholin 7                              | 24 : 24 (13 : 11) | Balatonfüredi KSE Bendegúz Bóka, Mátyás Győri, Tamás Iváncsik je 4 |
| 21. Februar 2015, Sa. 19:00 Uhr in OŠ Kralja Tomislava, Našice      | 2000 Zuschauer Spielbericht | RK Nexe Marin Sakić 6                                         | 25 : 28 (12 : 13) | MT Melsungen Michael Allendorf, Johannes Sellin je 6               |
| 28. Februar 2015, Sa. 14:15 Uhr in Veszprém Arena, Veszprém         | 1200 Zuschauer Spielbericht | Balatonfüredi KSE Patrik Ligetvári 6                          | 24 : 30 ( 9 : 16) | MT Melsungen Marino Marić 8                                        |
| 28. Februar 2015, Sa. 19:00 Uhr in OŠ Kralja Tomislava, Našice      | 2000 Zuschauer Spielbericht | RK Nexe Luka Sokolić 5                                        | 29 : 29 (17 : 18) | Eskilstuna Guif Daniel Pettersson 10                               |
| 7. März 2015, Sa. 20:00 Uhr in Rothenbach-Halle, Kassel             | 2015 Zuschauer Spielbericht | MT Melsungen Jeffrey Boomhouwer, Nenad Vučković je 4          | 29 : 23 (16 : 11) | Balatonfüredi KSE Bendegúz Bóka, Balázs Szöllösi je 5              |
| 8. März 2015, So. 17:00 Uhr in Eskilstuna Sporthall, Eskilstuna     | 697 Zuschauer Spielbericht  | Eskilstuna Guif Viktor Östlund 7                              | 33 : 24 (17 : 12) | RK Nexe Can Çelebi 8                                               |
| 14. März 2015, Sa. 16:00 Uhr in Eskilstuna Sporthall, Eskilstuna    | 1313 Zuschauer Spielbericht | Eskilstuna Guif Daniel Pettersson 7                           | 27 : 25 (16 : 14) | MT Melsungen Jeffrey Boomhouwer, Patrik Fahlgren je 4              |
| 14. März 2015, Sa. 19:00 Uhr in OŠ Kralja Tomislava, Našice         | 1800 Zuschauer Spielbericht | RK Nexe Saša Barišić Jaman, Marin Sakić, Luka Sokolić je 4    | 26 : 27 (13 : 16) | Balatonfüredi KSE Balázs Szöllösi 6                                |
| 20. März 2015, Fr. 18:15 Uhr in Veszprém Arena, Veszprém            | 1000 Zuschauer Spielbericht | Balatonfüredi KSE Tamás Iváncsik, Bence Zdolik je 6           | 23 : 25 (11 : 8)  | Eskilstuna Guif Daniel Pettersson 10                               |
| 21. März 2015, Sa. 20:00 Uhr in Rothenbach-Halle, Kassel            | 1927 Zuschauer Spielbericht | MT Melsungen Momir Rnić, Malte Schröder, Johannes Sellin je 5 | 34 : 26 (20 : 14) | RK Nexe Tomislav Nuić 6                                            |

## Viertelfinale
Der Gastgeber des Finalturniers Füchse Berlin war durch seinen Gruppensieg direkt für das Halbfinale gesetzt. Dadurch schied Fraikin BM Granollers als schwächster Gruppenzweite aus und es wurden nur drei Viertelfinalpartien ausgetragen. Mannschaften, die bereits in der Gruppenphase aufeinander getroffen sind, konnten nicht erneut einander zugelost werden. Ein Nationenschutz bestand nicht mehr. Die Auslosung des Viertelfinales fand am 24. März 2015 um 10:45 Uhr in Wien statt.

### Qualifizierte Teams
| Gruppe A HSV Hamburg Gorenje Velenje Team Tvis Holstebro | Gruppe B Skjern Håndbold MT Melsungen Eskilstuna Guif |

### Ausgeloste Spiele und Ergebnisse
| Mannschaft 1                                  | Mannschaft 2                                                            | Hinspiel               | Rückspiel              | Gesamt  |
| --------------------------------------------- | ----------------------------------------------------------------------- | ---------------------- | ---------------------- | ------- |
| Eskilstuna Guif 11 Daniel Pettersson          | HSV Hamburg 14 Kentin Mahé                                              | 11.04.15 Sa. 16:00 Uhr | 19.04.15 So. 17:00 Uhr | 51 : 53 |
| Eskilstuna Guif 11 Daniel Pettersson          | HSV Hamburg 14 Kentin Mahé                                              | 29 : 26 (12 : 13)      | 22 : 27 (11 : 13)      | 51 : 53 |
| Eskilstuna Guif 11 Daniel Pettersson          | HSV Hamburg 14 Kentin Mahé                                              | 1.551 Zuschauer        | 2.253 Zuschauer        | 51 : 53 |
| Skjern Håndbold 12 Lasse Mikkelsen            | MT Melsungen 10 Philipp Müller                                          | 11.04.15 Sa. 15:00 Uhr | 19.04.15 So. 16:30 Uhr | 48 : 48 |
| Skjern Håndbold 12 Lasse Mikkelsen            | MT Melsungen 10 Philipp Müller                                          | 25 : 20 (12 : 12)      | 23 : 28 (12 : 15)      | 48 : 48 |
| Skjern Håndbold 12 Lasse Mikkelsen            | MT Melsungen 10 Philipp Müller                                          | 1.500 Zuschauer        | 3.147 Zuschauer        | 48 : 48 |
| Gorenje Velenje 13 Mario Šoštarič, Staš Skube | Team Tvis Holstebro 12 Peter Balling Christensen, Magnus Grubb Bramming | 11.04.15 Sa. 20:30 Uhr | 19.04.15 So. 13:00 Uhr | 59 : 57 |
| Gorenje Velenje 13 Mario Šoštarič, Staš Skube | Team Tvis Holstebro 12 Peter Balling Christensen, Magnus Grubb Bramming | 28 : 27 (13 : 14)      | 31 : 30 (18 : 16)      | 59 : 57 |
| Gorenje Velenje 13 Mario Šoštarič, Staš Skube | Team Tvis Holstebro 12 Peter Balling Christensen, Magnus Grubb Bramming | 1.230 Zuschauer        | 1.114 Zuschauer        | 59 : 57 |

## Final Four

### Qualifizierte Teams
Für das Final Four in Berlin qualifizierten sich:
- Füchse Berlin
- HSV Hamburg
- Skjern Håndbold
- Gorenje Velenje

### Halbfinale
Die Auslosung der Halbfinalspiele fand am 21. April 2015 in Berlin statt. Die Halbfinalspiele fanden am 16. Mai 2015 statt. Der Gewinner jeder Partie zog in das Finale des EHF Europa Pokal 2015 ein. Die Verlierer der Halbfinals spielten am Finaltag um den dritten Platz.

#### 1. Halbfinale
| Mannschaft 1    | Endergebnis       | Mannschaft 2 | Datum und Zeit              |
| --------------- | ----------------- | ------------ | --------------------------- |
| Skjern Håndbold | 23 : 27 (11 : 14) | HSV Hamburg  | Sa. 16. Mai 2015, 14:30 Uhr |

16. Mai 2015 in der Max-Schmeling-Halle, Berlin, 6.614 Zuschauer.
Skjern Håndbold: Pedersen, Laursen – Børm , Møllgaard Jensen  (4), Klitgaard   (2), Markussen (1), M. Christensen (3),
Mikkelsen  (5), B. Christensen, Jørgensen, Rasmussen (5), Søndergaard, Svensson (3), Hansen, Bergholt, Jensen
HSV Hamburg: Bitter, Hermann – Schmidt   (4), Șimicu  (3), Jansen, Flohr  , Herbst (5), Petersson, Toft Hansen  (4), Đorđić, Hanisch , Brauer, Mahé (6), Hens (1), Dominiković   , Pfahl (4)
Schiedsrichter:  Jewgeni Sotin & Nikolai Wolodkow
Quelle: Spielbericht

#### 2. Halbfinale
| Mannschaft 1    | Endergebnis       | Mannschaft 2  | Datum und Zeit              |
| --------------- | ----------------- | ------------- | --------------------------- |
| Gorenje Velenje | 24 : 27 (12 : 16) | Füchse Berlin | Sa. 16. Mai 2015, 17:30 Uhr |

16. Mai 2015 in der Max-Schmeling-Halle, Berlin, 7.116 Zuschauer.
Gorenje Velenje: B. Burić, Ferlin – Božović, Cehte  (3), Medved  (2), S. Burić   (3), Szyba (1), Skube  (2), Golčar, Šoštarič  (3), Klec (1), Dobelšek (3), Gams, Nosan  (1), Dujmović (5), Beciri
Füchse Berlin: Heinevetter, Grunz, Štochl – Wiede  (1), Struck, Nenadić  (3), Pevnov  (1), Romero (3), Weyhrauch, Zachrisson (4), Skroblien, Schade, Horák  (1), Igropulo (6), Petersen (7), Drux  (1)
Schiedsrichter:  Andreu Marín Lorente & Ignacio García Serradilla
Quelle: Spielbericht

### Kleines Finale
Das Spiel um Platz 3 fand am 17. Mai 2015 statt. Der Gewinner der Partie ist Drittplatzierter des EHF Europa Pokals 2015.
| Mannschaft 1    | Endergebnis       | Mannschaft 2    | Datum und Zeit              |
| --------------- | ----------------- | --------------- | --------------------------- |
| Gorenje Velenje | 22 : 27 (13 : 12) | Skjern Håndbold | So. 17. Mai 2015, 14:30 Uhr |

17. Mai 2015 in der Max-Schmeling-Halle, Berlin, 7.242 Zuschauer.
Gorenje Velenje: B. Burić, Ferlin – Božović (2), Cehte, Medved  (3), S. Burić, Szyba (5), Skube (4), Golčar, Šoštarič (6), Klec, Dobelšek, Gams, Nosan  , Dujmović (2), Beciri
Skjern Håndbold: Pedersen, Laursen, Brasen – Børm  (1), Møllgaard Jensen   (6), Klitgaard  , M. Christensen (6), Mikkelsen  (4), B. Christensen (1), Jørgensen (1), Rasmussen (2), Søndergaard, Svensson  (6), Hansen, Bergholt, Jensen
Schiedsrichter:  Duarte Santos & Ricardo Fonseca
Quelle: Spielbericht

### Finale
Das Finale fand am 17. Mai 2015 statt. Der Gewinner der Partie ist der Sieger des EHF Europa Pokals 2015.
| Mannschaft 1  | Endergebnis       | Mannschaft 2 | Datum und Zeit              |
| ------------- | ----------------- | ------------ | --------------------------- |
| Füchse Berlin | 30 : 27 (16 : 13) | HSV Hamburg  | So. 17. Mai 2015, 17:30 Uhr |

17. Mai 2015 in der Max-Schmeling-Halle, Berlin, 8.206 Zuschauer.
Füchse Berlin: Heinevetter, Štochl – Wiede (4), Struck, Nenadić (6), Pevnov (1), Romero, Weyhrauch, Zachrisson  (4), Skroblien, Schade, Horák  (2), Igropulo  (6), Nielsen  , Petersen (3), Drux   (4)
HSV Hamburg: Bitter, Hermann – Schmidt  (1), Șimicu    , Jansen, Flohr (2), Herbst  (2), Toft Hansen (3), Đorđić (2), Hanisch, Brauer , Mahé (10), Hens (2), Dominiković , Pfahl (5), Feld
Schiedsrichter:  Jonas Eliasson & Anton Palsson
Quelle: Spielbericht

## Statistiken

### Torschützenliste
Die Torschützenliste zeigt die zehn besten Torschützen im EHF Europa Pokal 2014/15.
Zu sehen sind die Nation der Spieler, der Name, die Position, der Verein, die gespielten Spiele, die Tore und die durchschnittlich pro Spiel erzielten Tore (Ø-Tore).
| Pl. | Nation      | Spieler                  | Pos. | Verein              | Sp. | Tore | Ø   |
| --- | ----------- | ------------------------ | ---- | ------------------- | --- | ---- | --- |
| 1.  | Danemark    | Michael Damgaard Nielsen | RL   | Team Tvis Holstebro | 6   | 49   | 8,2 |
| 2.  | Slowenien   | Staš Skube               | RM   | Gorenje Velenje     | 6   | 44   | 7,3 |
| 3.  | Deutschland | Julian Krieg             | RR   | Pfadi Winterthur    | 6   | 40   | 6,7 |
| 4.  | Schweden    | Christoffer Brännberger  | KM   | Haslum HK           | 6   | 36   | 6,0 |
| 0   | Schweden    | Viktor Östlund           | RL   | Eskilstuna Guif     | 6   | 36   | 6,0 |
| 6.  | Serbien     | Dalibor Čutura           | RM   | HCM Constanța       | 6   | 34   | 5,7 |
| 0   | Serbien     | Uros Elezovic            | RL   | RK Vojvodina        | 6   | 34   | 5,7 |
| 0   | Spanien     | Humet Gaminde            | RR   | HCM Constanța       | 6   | 34   | 5,7 |
| 9.  | Danemark    | Patrick Wiesmach Larsen  | RA   | Team Tvis Holstebro | 6   | 33   | 5,5 |
| 0   | Schweden    | Mathias Tholin           | LA   | Eskilstuna Guif     | 6   | 33   | 5,5 |

Stand 12. März 2015